# Шевчук Федір Харитонович
Федір Харитонович Шевчук (нар. 6 березня 1953, Велика Киріївка, Бершадський район — 23 червня 2022) — український журналіст. Заслужений журналіст України. Головний редактор газети «Бершадський край». Член Всеукраїнського товариства «Просвіта», Національної спілки краєзнавців України та Національної спілки журналістів України. Очолює літературно-мистецьке об'єднання «Вишиванка». Автор кількох статей до Енциклопедії сучасної України.

## Життєпис
Народився 6 березня 1953 року у селі Велика Киріївка Бершадського району у сім'ї колгоспників.
Закінчив філологічний факультет Київського державного університету імені Тараса Шевченка у 1976 році.
З 1976 року по 1979 рік працював учителем української мови та літератури у школі села Устя Бершадського району. Тоді ж почав працювати в якості позаштатного кореспондента районної газети «Вогні комунізму» (з 1991 року — «Бершадський край»). У 1980 році став членом Національної спілки журналістів України.
У 1992 році став заступником редактора газети «Бершадський край».
У 2000—2005 рр. був власним кореспондентом газет «Панорама» та «За Батьківщину». З 2005 року працював у газеті «Вінниччина».
З 2006 року — депутат Бершадської районної ради від партії «Собор». Був головою комісії з питань освіти, культури, роботи з молоддю та духовного відродження.
У 2013 році обійняв посаду головного редактору газети «Бершадський край».
Друкувався у газеті «День».

## Нагороди та звання
- Почесна Грамота Президії Верховної Ради УРСР (1990)
- Заслужений журналіст України (2 грудня 1995) — За особистий внесок у розвиток української журналістики, високу професійну майстерність[5]
- Лауреат обласної журналістської премії імені Костянтина Гришина (1983)
- Перше місце у загальноукраїнському конкурсі «Українська мова — мова єднання» (2013)
- Премія імені Віктора Тимчука (2019) за книгу «Серединка — тепла крапка на карті України» (2019, у співавторстві з П. В. Маніленком)[6]

## Публікації
- «Свято серед будня» (1996)
- «Слово на долоні» (2001)
- «З минулого — в майбутнє» (2001, у співавторстві з В. Пашковським)
- «Хто живе й працює для століть», (2002, у співавторстві з І. Сухоребрим)
- «Тридцять пам'ятних літ — в ім'я прийдешнього» (2004)
- «Вогонь в одежі слова» (2006) ISBN 966-84138-6-5
- «Серединка — тепла крапка на карті України»

## Особисте життя
Дружина — Людмила Євтихіївна Шевчук